# Baobab Perriera
Baobab Perriera (Adansonia perrieri) – gatunek baobabu, występującego naturalnie na Madagaskarze. 
Jest gatunkiem zagrożonym.